# 有机化妆品
有机化妆品在原料的选用上有区别于其它化妆品，包括称之为纯天然的化妆品。有机化妆品是继有机农业（粮食、蔬菜等）等主要农副产品以后，兴起的追求健康、崇尚自然，提倡环保的一种新形式下的日用品消费观。
有机物化妆品的种类很多，包括彩妆、香水、护肤、美体等，这些产品的成分中含有有机农业产业链培育出来的植物萃取物。

## 優點
从有机农业延伸而来的有机化妆品，其产品所含的植物成分源自「有机植物」。不用化学合成肥料、农药、杀虫剂、抗生素及生长调节剂种植所得的农作物，也未受过任何有毒物质、转基因成分和重金属污染。
有机化妆品的有机原材料的后续加工中，不充许添加任何人工香料、色素及石油化学产品等成分，所添加的防腐剂及表面活性剂都须受到严格限制，且制造过程中不能使用动物实验及利用放射线杀菌。
此外，是否提供给消费者全成分标示及正确信息、所含成分的生物可分解性与否、包装的环保回收问题，以及厂商的社会公益及责任都是在被规范的范围里。使用者的卸妆用水是可以用来浇灌土壤，并且不会对环境造成污染。由此可见，有机化妆品对皮肤是有一定的安全保护作用，且益于用来作为皮肤长久的护理用品。

## 认证
有机化妆品的原材料在符合有机农业标志的要求标准栽培外，还需得到有机植物认证机构审核、监管合格后方可作为化妆品原材料，提取对皮肤可产生作用的植物精华。有机化妆品上市前也需要产品质量的有机认证。产品的成分组成中不能添加人工香料、色素，以及含有石化工业类成分等这些可对皮肤产生不利的化学成份。
有机化妆品的产品包装注重环保，包装简单，在产品的外包装提供注明产品内有的全部成分，并且还要有认证机构的标志。目前国际上对有机化妆品并没有统一的认证标志，每个国家都设有各自认证的机构。标志也各有不同，消费者注意自己甄别。